# 石井琴里
石井 琴里（いしい ことり、1988年12月6日 - ）は、神奈川県出身の元タレント。

## 人物
- 中学の頃から芸能界を志しオーディションを受けていたが、全て落選。ようやくLOOPに合格し、2006年度より芸能活動開始。
- 趣味は歌うこと。特技はピアノ。
- 2006年12月22日～12月24日、銀座小劇場にて公演された舞台『たまご』にてデビュー。
- 2008年、ヤングジャンプ『セイコレジャパン』Ladies編にエントリーされたが、受賞はならなかった。
- 2009年2月28日をもってLOOPタレント部が閉鎖となり、それと同時に芸能活動終了。

## 出演

### TV
- Music Japan TV 「ENTERTAINMENT NEWS」MC担当（2007年4月～2008年4月）（矢田達也と）
- ぷりてぃうーまん

### 映画
- 口裂け女2（2008年）

### ゲーム
- 428 〜封鎖された渋谷で〜（2009年） - 禁煙喫茶店のウエイトレス 役